# Giuseppe Valentini
Giuseppe Valentini (Florència (Toscana), 14 de desembre, 1681 - Roma (Lacy), 1753) va ser un compositor, violinista, poeta i pintor italià.

## Biografia
Els estudiosos del passat sovint han plantejat hipòtesis (però sense trobar-ne confirmació) el seu discipulat de violí sota la direcció d'Antonio Veracini a Florència o Arcangelo Corelli a Roma, mentre que el mateix compositor es qualifica en un dels seus sonets com a deixeble de la composició de Giovanni Bononcini.
Ja l'any 1692 va ser trobat a Roma, amb només onze anys, membre de la Congregació de Músics de Santa Cecília, de la qual dos anys més tard va aparèixer en el càrrec de secretari. La pertinença a la congregació era fonamental per a l'exercici de l'activitat de músic professional.
L'any 1701 publicà a Roma la seva primera obra, XII Simfonies, A tre, és a dir, dos violins i violoncel, amb baix per a orgue, dedicant-la a Giovanni Giorgio Costaguti, marquès de Sipicciano. L'any 1703 va veure la llum la Bizzarrie per Camera, òpera II, dedicada a Carlo Francesco Spinelli, príncep de Tàrsia.
Una circumstància denunciada pel violinista i compositor Francesco Geminiani al musicòleg Charles Burney es remunta a un període poc després de 1702. Geminiani recorda que Arcangelo Corelli, l'estrella del qual estava ara en decadència, es va veure mortificat pel menor èxit assolit per les seves actuacions a Roma, mentre que les interpretacions de Valentini, encara que infinitament inferiors, i l'estil de les seves composicions, van rebre una apreciació creixent; aquest canvi de gustos públics havia llançat a Corelli en un estat de postració que el va acompanyar fins a la seva mort. De fet, en aquests primers anys de segle l'activitat compositiva de Valentini va tenir un gran èxit. El 1705 va compondre tres oratoris, La superbia punitita in Absalone, amb llibret de Carlo Uslenghi, Sant'Alessio e Santa Caterina da Siena, amb llibret d'Angelo Donato Rossi, amic del compositor. En només un any, del 1706 al 1707, es van imprimir tres obres instrumentals: la Fantasie musica a tre op. III, l'òpera Idee per camera IV, dedicada a D. Giuseppe Garzia del Pino, secretari de la Nació Espanyola, i la Villeggiature armonico a tre op.V (aquesta darrera col·lecció només ens ha arribat a través de les reedicions de Roger a Amsterdam), i de Le Clerc a París).
L'any 1708 va publicar una col·lecció de composicions poètiques pròpies: Le Rime, dedicada a Diego Antonio Diodato Cornavaglia. Amb la introducció del famós "preil·lustrat" Paolo Rolli, apareixen també diversos sonets "d'alguns Intel·lectes erudits dirigits a l'Autor": tots Acadèmics Infèrtils i Arcàdics. Hi ha motius per plantejar la hipòtesi que Valentini també era un Infecondo i arran de l'admissió dels primers músics a Arcàdia el 1706 (Arcangelo Corelli, Bernardo Pasquini i Alessandro Scarlatti, aquest últim "també professor de poesia") va buscar contactes amb lArcàdia gràcies. als seus mèrits com a músic però també com a poeta. En tot cas, en una data no concretada va arribar a ser mestre de cor de Bosco Parrasio.
El 1710 s'estrenaven els Concerti Grossi op. VII, dedicada als prínceps de Caserta Miquel Àngel Caetani i Anna Maria Strozzi, al servei dels quals es defineix a la portada com a "Violinista i compositor musical". Mentrestant, a Amsterdam, Estienne Roger va reeditar l'obra I sobre planxa de coure.
De nou a partir de 1710, Valentini tocà regularment a S. Luigi dei Francesi i, a partir de l'any següent, a San Giacomo degli Spagnoli. Hi va entrar com a violí de relleu, però amb el pas dels anys va arribar a rols de concert, de vegades amb el paper afegit de compositor de peces instrumentals.
Les úniques òperes compostes per Valentini es remunten als anys 1714 i 1715: respectivament, el primer acte de La finta rapita i Costanza in amore, compostes íntegrament per ell, ambdues representades al teatre Príncep de Caserta de Cisterna.
De nou el 1714 va publicar els Allettamenti per a càmera a violí, violoncel o cembalo, op. VIII, dedicat a Decio degli Onofri, patrici de Foligno, el seu alumne de violí. Entre 1715 i 1725, l'editor Roger reedità tota la sèrie d'obres instrumentals que ja havien aparegut en tipus mòbil; òbviament, la popularitat està creixent, sobretot fora de Roma i Itàlia. De fet, les seves peces apareixen en col·leccions de diversos autors, al costat dels músics italians més famosos, com Corelli, Benedetto Marcello, Antonio Vivaldi, Francesco Maria Veracini, Tommaso Albinoni i no falten arranjaments de les seves obres d'altres compositors, com en el cas d'Atraccions per a cambra (op. 8) continguda al primer volum de les Dotze Sonates per a violí (1720) d'Henry Eccles. Tanmateix, fins i tot a Roma potser hi va haver una recaiguda de prestigi, tant és així que el 1720 va ser proposat per al paper d'assistent del mestre di cappella de San Giacomo degli Spagnoli i també va ser nomenat mestre de capella a San Giovanni dei Fiorentini, càrrec que ocuparia fins a la mort.
L'any 1724, Le Cène va publicar el X Concerti Grossi op. IX, en una edició estranyament sense dedicat. És l'última obra impresa de Valentini, que en els darrers anys també es va dedicar intensament a la música vocal, component cantates espirituals i oratoris, en particular per al Col·legi Natzarè.
Des del 1727 fou mestre de capella de Santa Maria Maddalena (fins al 1750) i des del 1737 també de la Cappella Paolina de Santa Maria Maggiore, fins al 1752.
A partir d'aquest moment, malgrat la seva activitat com a mestre di cappella a les diverses esglésies que hem esmentat, cada cop hem enrarit les notícies de les seves noves composicions; sempre són cantates a dues o tres veus, de temes espirituals, de les quals es perd la música. En concret, des del 1733 fins a la seva mort, que el va superar el 1753, els documents trobats fins ara només parlen de dues noves composicions, dues cantates compostes per al Col·legi Natzarè el 1746 i el 1747.

## Còpies manuscrites
A més de l'Arxiu Scolopi, es conserven còpies manuscrites de les composicions de Valentini en algunes institucions italianes (la Biblioteca Palatina de Parma, en una miscel·lània de finals del segle XVIII de Simfonies d'autors de Varj, té algunes de les seves sonates per a flauta), i el Conservatori de Florència té un Allettamento per càmera, op. 1 n. 5, però en molts estrangers. Segons el Répertoire international de sources musicales hi ha:
- 22 còpies a la Musikabteilung de la Preußischer Kulturbesitz de la Staatsbibliothek zu Berlin,
- 12 a la Biblioteca Minster de York,
- 9 a la Henry Watson Music Library de Manchester,
- 8 a l'Österreichische Nationalbibliothek de Viena,
- 8 Sächsische Landesbibliothek/Staats- und Universitätsbibliothek (SLUB) Dresden, tot digitalitzat a[14]
- 7 al Kongelige Bibliotek de Copenhaguen, alguns digitalitzats al seu lloc web,
- 6 a la Biblioteca de la Catedral de Durham,
- 2 a la British Library de Londres,
- 2 a la Universitetsbiblioteket de Lund,

i es troben còpies individuals a Viena (una de les seves cantates Nell'amoroso foco a la Gesellschaft der Musikfreunde); a Suïssa, a la Musikbibliothek d'Einsiedeln i a la Benediktinerkloster d'Engelberg; a Suècia, al Stifts- och landsbiblioteket de Skara, i al Musi- och teaterbiblioteket d'Estocolm; a la Universitat de Cambridge i a l'Arquivo da Fabrica da Sé Patriarcal de Lisboa.

## Edicions impreses
La producció de Valentini ens ha arribat sobretot gràcies a les edicions contemporànies, obra d'editorials principalment holandeses, però també d'editorials parisenques, londineses, bolonyeses i romanes. Encara és l'Arxiu Scolopi el que posseeix el major nombre d'estampes d'obres de Valentini, però també hi ha grans col·leccions.
- Venècia:
  - la Biblioteca Nacional de Marciana posseeix l'únic exemple que queda de les 12 sonates en trio, en un volum que conté l'edició de l'anglès Walsh de la Bizzarrie, op. 2[16][17][18][19] i una edició Walsh de 12 solos per a violí, violoncel i clavicèmbal, marcada op. 8", potser comparable als Allettamenti per camera, op. 8 també publicat pel Roman Mascardi el 1714, i conservat a Florència, Dresden i Münster (l'exemplar de l'edició Walsh present a Venècia també està disponible al Conservatori de Bèrgam així com a Washington, Cambridge, Londres i París)[20]
  - la Fundació Giorgio Cini posseeix la impressió d'un oratori, publicat pel Col·legi Romà Clementino l'any 1730,[21] i, al Fons Rolandi Valentini, una edició del romà Paolo Komarek, datada el 1710, d'una cantata per al naixement de Joseph I d'Habsburg[22]
- Bèrgam: el Conservatori «Donizetti» té un exemple dels 12 solos, op. 8 de Walsh també conservat a Venècia (vegeu més amunt) i en nombroses altres biblioteques;[20]
- Bologna: el Museu Internacional i Biblioteca de la Música té una edició de 1701 del bolonyes Marino Silvani dels Concerti Grossi a quattro e sei instruments, op. 7 (parts d'aquesta edició també es conserven als conservatoris de Milà i Nàpols, així com a altres parts del mónç;[23][24] i les Idees per càmera, op. 4, imprès per Komarek.[25]«Idee per camera, op. 4» a Bologna, su RISM.</ref> L'Opus 4 també va ser imprès per Roger a Amsterdam, en una edició que ara es conserva a moltes biblioteques.[26] Roger també va imprimir un «Llibre dos» de l'opus 7, que ha sobreviscut en diverses còpies.[27]
- Florència: el Conservatori té una edició de 1714 dels Allettamenti per camera, op. 8, edició també present a la Sächsische Landesbibliothek/Staats- und Universitätsbibliothek (SLUB) de Dresden i a la Santini-Bibliothek de Münster[28][29](no s'ha de confondre aquest document amb l''Allettamento, op. 1 n. 5 del qual el conservatori de Florència té una còpia de manuscrit, vegeu més amunt a Còpies manuscrites). L'Opus 8 també va ser publicat pel londinenc Walsh en còpies ara presents a Venècia, Bèrgam, Londres, París, Cambridge, Washington (vegeu més amunt el punt sobre la Biblioteca Nacional Marciana de Venècia);
- Lucca: la Biblioteca Estatal té una estampa de Komarek de 1706 amb les Fantasies musicals, op. 3, també present a Regensburg.[30][31] Roger & Le Cène també va imprimir una composició anomenada Fanstasie, sense número d'obra, a Amsterdam;[32]
- Siena: l'Arxiu de la Catedral té un exemple de l'edició romana (editat per Giovanni Giacomo Komarek el 1701) de les Simfonies op. 1.[33][34] Aquestes simfonies van ser revisades i publicades diverses vegades per l'editor holandès Roger i el seu soci Le Cène en moltes reedicions.[35][36][37]  No se sap quant aquestes Simfonies, op. 1 estan relacionades amb la còpia manuscrita conservada a Florència (vegeu Còpies manuscrites), titulada Allettamento, op. 1 núm. 5.
- Roma: la Biblioteca Apostòlica Vaticana i l'Accademia dei Lincei tenen exemples semblants a la de Siena;[33][34]
- Nàpols: el Conservatorio di San Pietro a Majella conserva les parts d'un exemple de l'edició Silvani di Bologna del Concerti Grossi, op. 7.[38]

A l'estranger hi ha:
- 21 edicions a Dresden,
- 12 a la British Library de Londres,
- 9 a la Bibliothèque National de France de París[40][37]
- 6 al Conservatori de París,[36]
- 6 a la Biblioteca del Congrés de Londres,
- 4 a l'Institutut voor Muziekwetenschap der Rijksuniversiteit d'Utrecht,
- 3 al Koninklijk Conservatorium de Brussel·les,
- 3 a la Biblioteca de la Universitat de Cambridge,
- 3 a la Rossijskaja Gosudarstvennaja Biblioteka de Moscou,
- 3 al Musik- och teaterbiblioteket d'Estocolm,[41][27][42]

segueix:
- l'Österreichische Nationalbibliothek de Viena,
- la Santini-Bibliothek a Münster,
- la col·lecció Meyer a París,
- el Royal College of Music de Londres,
- el Museu Internacional i Biblioteca de la Música de Bolonya,
- la Toonkunst-Bibliotheek d'Amsterdam,[37][42]
- la Musikabteilung de la Preußischer Kulturbesitz a la Staatsbibliothek zu Berlin (amb la British Library de Londres i l'Arxiu de la Catedral de Saragossa posseeix un exemple de Roger & Le Cène d'una col·lecció de grans concerts potser relacionats amb l'opus 7 també imprès per Silvani) a Bolonya)[38][43]
- la Bayerische Staatsbibliothek de Munic[38]
- la Proske-Musikbibliothek de la Bischöfliche Zentralbibliothek a Regensburg[31]
- la Musiksammlung der Grafen von Schönborn-Wiesentheid de Wiesentheid[44]
- l'Arxiu de Música de las Catedrales (al Archivos Catedralicios «El Pilar y La Seo») de Saragossa[44]
- la Biblioteca de Música Reid de la Universitat d'Edimburg[42]
- la biblioteca musical Henry Watson de Manchester[27]
- la Biblioteca Universitària de Coimbra[27]
- la Biblioteca de la Universitat de Varsòvia[36]
- el Privatsammlung «De Geer» de Lövstabruck (Uppsala)[42]
- la Universitat de la Biblioteca «Carolina Rediviva» d'Uppsala[36]
- el Kungliga teaterns bibliotek d'Estocolm (té un exemplar imprès per Le Cène del segon llibre de l'opus 9 també present a la British Library),[45]
- la Biblioteca de Música de la Universitat de Michigan, a Ann Arbor.[32]

## Edicions modernes
Les obres de Valentini van ser sovint reeditades durant els segles XIX i XX.
La Biblioteca Nacional Marciana de Venècia, en un manuscrit variat del segle XX que conté moltes peces de música copiades per a l'ús de la família Dini, conté una reedició moderna d'una Sonata Decima de Valentini (nascut a Florència el 1690) realitzada per Cesare Dini el 1917; l'any 1921, l'editor Ricordi va publicar una Sonata per a violí i baix de Valentini en una transcripció per a violí i piano feta per Ottorino Respighi. L'edició està present als conservatoris de Bèrgam, Frosinone, Avellino, i a les Biblioteques Nacionals de Roma i Florència. Ricordi també va reimprimir aquesta versió de Respighi el 1949 i el 1957; la Biblioteca Palatina de Parma té un Te Deum de Valentini copiat per Biagio Quilici el 1820.

## Edicions discogràfiques
Els dies 17 i 18 de juliol de 2000, el pianista Bruno Canino i la violoncel·lista Andrea Noferini van gravar una recopilació de sonates per a violoncel del segle XVIII al Conservatori «Bruno Maderna» de Cesena, editada per la discogràfica bolonyesa Bongiovanni. La recopilació també conté la Sonata 10 de Valentini.

## Composicions
Música instrumental

- op. 1: XII Simfonies, un trio, és a dir, dos violins i violoncel, amb baix per a orgue (Roma, 1701)
- op. 2: Bizzarrie per Camera, per a dos violins i baix (Roma, 1703)
- op. 3: Fantasies musicals per a tres, per a dos violins i baix (Roma, 1706)
- op. 4: Idee per camera, per a violí i baix (Roma, s.d., ma 1706/7)
- op. 5: Villeggiature armonico a tre, per a dos violins i baix (Roma, 1707)
- op. 7: Concerti Grossi (Roma, 1710)
- op. 8: Atractius per a violí, i violoncel o clavicèmbal (Roma, 1714)
- op. 9: X Concerti Grossi (Amsterdam, 1724)

Obres líriques

- I atto de La finta rapita (Cisterna, 1714)
- La costanza in amore (Cisterna, 1715)